# Петро Опалінський (генеральний староста)
Петро Опалінський (пол. Piotr Opaliński; д/н —1506) — державний діяч, урядник Королівства Польського. Засновник старшої гілки Опалінських

## Життєпис
Старший син Петра з Бніна і Опалениці, каштеляна сантоцького, та Малгожати з Гжині і Влошаковиці. Датан і місце народження достеменно невідомі. Перша згадка відноситься до 1477 року, коли призначається каліським хорунжим. У 1478 році стає познанським хорунжим. У 1479 році отримує посаду заступника генерального старости великопольського.
1480 року призначається генеральним старостою великопольским. У 1486—1487 роках був земським суддею. 1503 року призначено каштеляном льондським (до 1504 року). Водночас митарем в Познані. Помер у 1506 році.

## Родина
Дружина — Анна Збошинська
Діти:
- Петро (д/н—1551), каштелян гнезненський
- Себастьян (1485—1538), секретар королівський
- Ян (д/н—1547), підстолій краківський
- Лукаш (д/н—1530)
- Мацей (д/н—1541), батько генерального старости великопольського Анджея Опалінського
- Катерина
- Анна
- Магдалена